# Dúbravka (Bratislava)
Dúbravka (deutsch Kaltenbrunn, ungarisch Pozsonyhidegkút – bis 1907 Hidegkút) ist ein Stadtteil im Nordwesten Bratislavas am Fuße der Kleinen Karpaten (Nordosten) und des Thebener Kogels (Südwesten) gelegen. Nachbarstadtteile sind Lamač im Norden, Nordosten und Osten, Karlova Ves im Südosten und Süden, Devín im Süden und Südwesten und Devínska Nová Ves im Westen und Nordwesten.

## Beschreibung und Geschichte

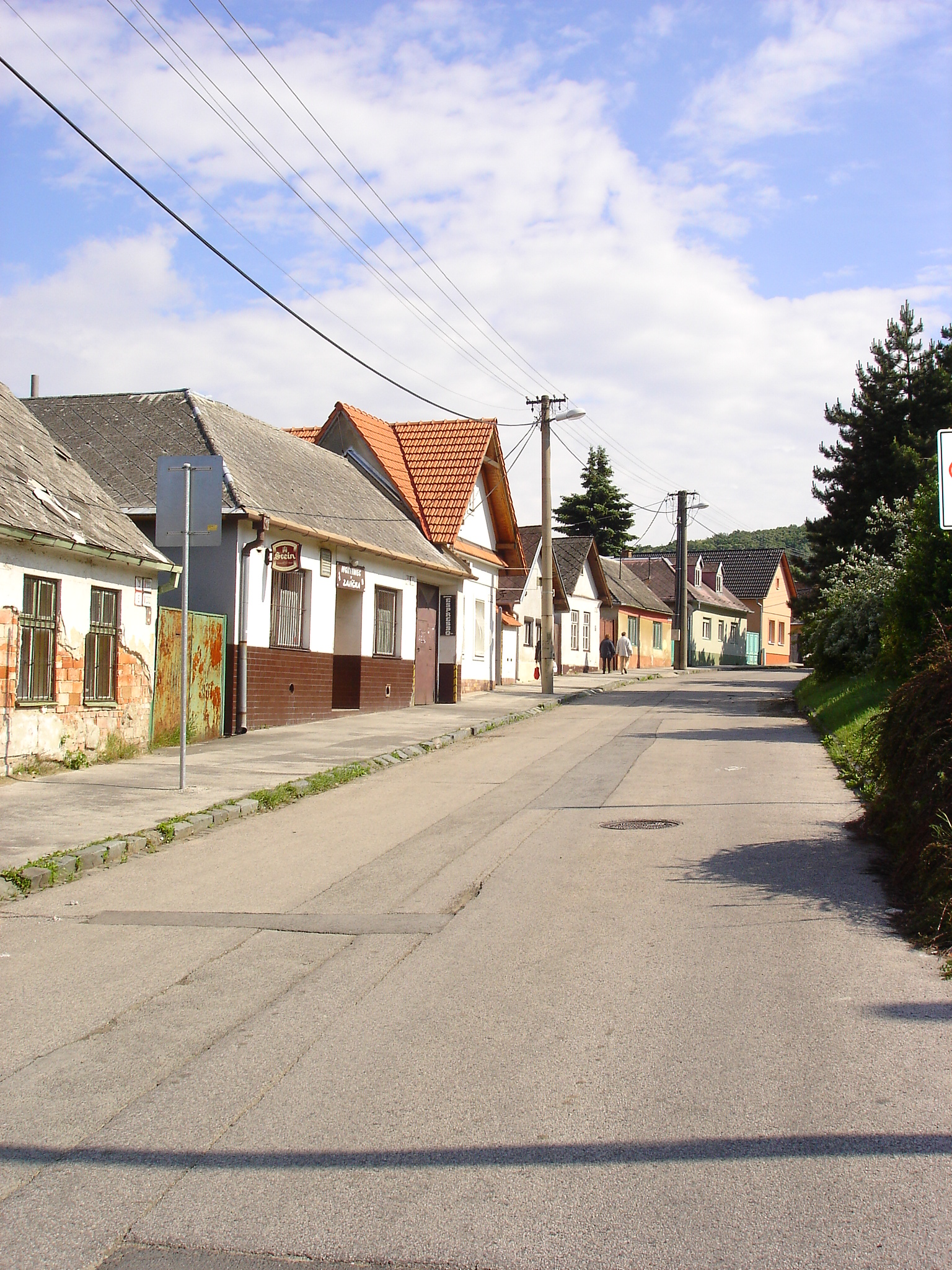
Blick auf die Häuser des alten Ortskerns

Aus den ersten Jahrhunderten nach Christi Geburt ist eine germanische Besiedlung auf dem Areal von Dúbravka nachgewiesen, die im mittleren 1. Jahrhundert n. Chr. einsetzte. Charakteristisch für diese Ansiedlung sind starke römische Einflüsse. So stammen aus dem ersten und zweiten Drittel des 3. Jahrhunderts die Reste eines in römischer Technik errichteten Privatbades mit Apsiden. Im 4. und frühen 5. Jahrhundert war die Siedlung durch typisch germanische Grubenhäuser gekennzeichnet, aber es ist aus dieser Phase auch ein in römischer Technik gemörtelter Fußboden nachgewiesen.
Der heutige Ort Dúbravka existierte wohl schon im 14. Jahrhundert in Abhängigkeit von der Burg Theben, wurde aber erst 1576 zum ersten Mal erwähnt und war stark durch den Zuzug kroatischer Siedler geprägt.

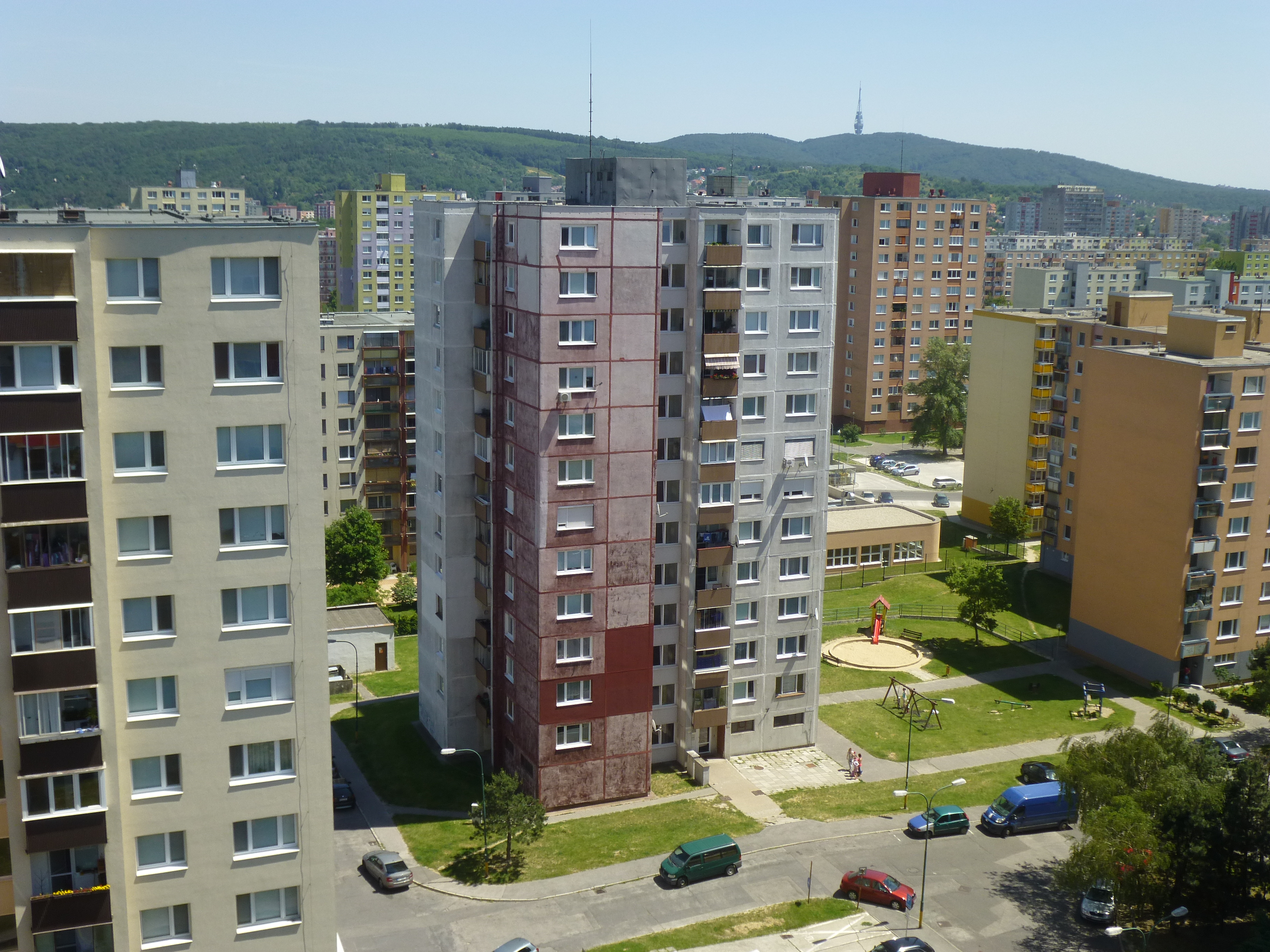
Wohnplattenbauten in Dúbravka

Bis 1946 war die Gemeinde eigenständig und kam dann als Stadtteil zur Stadt Bratislava. Das Bild des bisher ländlichen Ortes veränderte sich durch den Bau von neuen Wohnplattenbausiedlungen: in den 1970er Jahren in den Vierteln Podvornice und Záluhy und in den 1980er Jahren im Viertel Záhumenice.

## Stadtteilgliederung
Der Stadtteil gliedert sich noch in folgende weitere (inoffizielle) Viertel:
- Podvornice
- Záluhy
- Krčace
- Dúbravčice

## Bevölkerung
Nach der Volkszählung 2011 wohnten im Stadtteil Dúbravka 32.607 Einwohner, davon 30.036 Slowaken, 818 Magyaren, 477 Tschechen, 68 Mährer, 62 Russinen, 61 Deutsche, 40 Bulgaren, jeweils 34 Polen und Ukrainer, 26 Russen, 24 Roma, 18 Kroaten, 17 Serben und 12 Juden. 144 Einwohner gaben eine andere Ethnie an und 736 Einwohner machten keine Angabe zur Ethnie.
17.015 Einwohner bekannten sich zur römisch-katholischen Kirche, 1703 Einwohner zur Evangelischen Kirche A. B., 283 Einwohner zur griechisch-katholischen Kirche, 126 Einwohner zur orthodoxen Kirche, 113 Einwohner zur reformierten Kirche, 79 Einwohner zu den Zeugen Jehovas, 72 Einwohner zur evangelisch-methodistischen Kirche, 66 Einwohner zu den christlichen Gemeinden, 48 Einwohner zu den Brethren, 35 Einwohner zu den Baptisten, 34 Einwohner zu den Siebenten-Tags-Adventisten, 29 Einwohner zur tschechoslowakischen hussitischen Kirche, 21 Einwohner zur jüdischen Gemeinde, 19 Einwohner zur Bahai-Religion, 15 Einwohner zur apostolischen Kirche, jeweils 10 Einwohner zu den Mormonen und zur altkatholischen Kirche und ein Einwohner zur neuapostolischen Kirche. 432 Einwohner bekannten sich zu einer anderen Konfession, 10.215 Einwohner waren konfessionslos und bei 2281 Einwohnern wurde die Konfession nicht ermittelt.

## Persönlichkeiten
Söhne und Töchter der Gemeinde:
- Leonard Tikl (1902–1973), SDB, katholischer Priester, Jugendseelsorger, religiöser Gefangener (zu 15 Jahren Gefängnis verurteilt).[6]
- Gustáv Husák (1913–1991), kommunistischer Funktionär und Staatspräsident der ČSSR